# Marija Hulehina
Maria Guleghina, in ucraino Марія Агасівна Гулегіна? e in russo Mapия Aгacoвнa Гулeгинa?, Marija Agasovna Gulegina (Odessa, 9 agosto 1959), è un soprano ucraino, particolarmente legata al repertorio operistico italiano.

## Biografia
È nata ad Odessa in Ucraina, ai tempi dell'Unione Sovietica, da padre armeno e madre ucraina. Compì gli studi musicali al Conservatorio di Odessa con Evgenij Nikolaevič Ivanov, con il quale continuò a perfezionarsi dopo aver conseguito il diploma.
Debuttò nel 1985 nel ruolo di Iolanta all'Opera di Stato di Minsk, appena prima di lasciare l'URSS per intraprendere una carriera internazionale.
Il debutto all'estero avvenne il 24 marzo 1987 nel ruolo di Amelia in Un ballo in maschera al Teatro alla Scala, per improvvisa indisposizione di Susan Marie Pierson. 
Seguirono l'interpretazione dei ruoli di protagonista in I due Foscari, Manon Lescaut e Tosca. Molto presto venne scritturata per cantare a Vienna, Monaco di Baviera, Amburgo, Londra, Opera di Parigi (Abigaille in Nabucco).
Il debutto statunitense fu al Metropolitan Opera nel 1990 come Maddalena in Andrea Chénier. Cantò poi alla San Francisco Opera e all'Opera di Chicago in Ernani, Simon Boccanegra, Cavalleria rusticana, Fedora. Successivamente ampliò il repertorio includendo Attila e Macbeth. Dopo la caduta dell'Unione Sovietica cantò in Russia debuttando al Teatro Mariinskij di San Pietroburgo nel 1992 ne La dama di picche. Ha cantato molte volte anche in Giappone.
Viene considerata uno dei principali soprani drammatici della sua generazione, ammirata per la voce calda e ricca e l'intensa presenza scenica.

## Repertorio
| Ruolo                                    | Titolo                         | Autore       |
| ---------------------------------------- | ------------------------------ | ------------ |
| Norma                                    | Norma                          | Bellini      |
| Lisa                                     | Pikovaja dama                  | Čajkovskij   |
| Iolanta                                  | Iolanta                        | Čajkovskij   |
| Adriana Lecouvreur                       | Adriana Lecouvreur             | Cilea        |
| Maddalena di Coigny                      | Andrea Chénier                 | Giordano     |
| Fedora Romazov                           | Fedora                         | Giordano     |
| Santuzza                                 | Cavalleria rusticana           | Mascagni     |
| Manon Lescaut                            | Manon Lescaut                  | Puccini      |
| Floria Tosca                             | Tosca                          | Puccini      |
| Minnie                                   | La fanciulla del West          | Puccini      |
| Giorgetta                                | Il tabarro                     | Puccini      |
| Turandot                                 | Turandot                       | Puccini      |
| Zemfira                                  | Aleko                          | Rachmaninov  |
| Francesca                                | Francesca da Rimini            | Rachmaninov  |
| Rosina                                   | Il barbiere di Siviglia        | Rossini      |
| Leonora                                  | Oberto, Conte di San Bonifacio | Verdi        |
| Abigaille                                | Nabucco                        | Verdi        |
| Elvira                                   | Ernani                         | Verdi        |
| Lucrezia Contarini                       | I due Foscari                  | Verdi        |
| Odabella                                 | Attila                         | Verdi        |
| Lady Macbeth                             | Macbeth                        | Verdi        |
| Gulnara                                  | Il corsaro                     | Verdi        |
| Leonora                                  | Il trovatore                   | Verdi        |
| Violetta Valery                          | La traviata                    | Verdi        |
| Amelia Grimaldi                          | Simon Boccanegra               | Verdi        |
| Duchessa Elena                           | I vespri siciliani             | Verdi        |
| Amelia                                   | Un ballo in maschera           | Verdi        |
| Elisabetta di Valois Principessa d'Eboli | Don Carlo                      | Verdi        |
| Leonora di Vargas                        | La forza del destino           | Verdi        |
| Aida                                     | Aida                           | Verdi        |
| Desdemona                                | Otello                         | Verdi        |
| Kundry                                   | Parsifal                       | Wagner       |
| Dolly                                    | Sly                            | Wolf-Ferrari |

## CD parziale
- Giordano, Andrea Chénier - Claudio Otelli/Marija Hulehina/Pierre Lefebvre/Hans Helm/Gisella Pasino/Franco Bonisolli/Renato Bruson/Michele Pertusi/Glenys Linos/Heinz Zednik/Radio-Sinfonie-Orchester Frankfurt/Budapest Radio Chorus/Evgenija Dundekova/Marcello Viotti/Stefano Miliani Rinaldi, 2010 Capriccio
- Puccini, Manon Lescaut - Muti/Cura/Guleghina/Gallo, 1998 Deutsche Grammophon
- Puccini, Tosca - Muti/Hulehina/Licitra/Nucci, 2000 Sony
- Tchaikovsky: Pique Dame - Gegam Grigorian/Maria Guleghina/Nikolai Putilin/Olga Borodina/St. Petersburg Orchestra & Chorus of the Kirov Opera/Valery Gergiev, 1993 Decca
- Verdi, Oberto - Marriner/Ramey/Urmana/Hulehina/Neill, 1996 Decca
- Verdi: Nabucco - Renato Bruson/Marija Hulehina/Daniel Oren, 2008 Valois/naïve
- Verdi Opera Arias, Marija Hulehina/Lev Šabanov/Tokyo Philharmonic Orchestra, 1999 Japan Arts
- Lilacs, Russian Romances - Marija Hulehina, 1999 Japan Arts

## DVD & BLU-RAY parziale
- Ciaikovsky, Dama di picche - Gergiev/Grigorian/Hulehina, 1992 Philips
- Giordano, Andrea Chénier - Levine/Pavarotti/Hulehina, 1996 Decca
- Giordano, Andrea Chénier - Carlo Rizzi (direttore d'orchestra)/José Cura/Marija Hulehina/Carlo Guelfi, regia di Giancarlo del Monaco al Teatro Comunale di Bologna, 2006 Arthaus Musik/Naxos
- Puccini, Manon Lescaut - Muti/Cura/Hulehina/Gallo, regia di Liliana Cavani al Teatro alla Scala 1998 TDK/RAI
- Puccini, Tosca - Muti/Hulehina/Licitra/Nucci, 2000 Euroarts/TDK
- Puccini, Turandot - Nelsons/Hulehina/Giordani, 2009 Decca
- Verdi, Nabucco - Levine/Pons/Hulehina/Ramey, 2001 Deutsche Grammophon
- Verdi, Nabucco - Oren/Nucci/Hulehina, regia Denis Krief 2007 Decca
- Verdi, Macbeth - Bruno Campanella/Carlos Álvarez/Marija Hulehina/Roberto Scandiuzzi/Begona Alberdi/Marco Berti, regia di Phyllida Lloyd al Gran Teatre del Liceu di Barcellona, 2004 Opus Arte/Naxos
- Verdi, Un ballo in maschera - Muti/Licitra/Hulehina/Scala, 2001 RAI/EuroArts